# Nagavakulam
Nagavakulam é uma panchayat (vila) no distrito de Madurai, no estado indiano de Tamil Nadu.

## Demografia
Segundo o censo de 2001,  Nagavakulam  tinha uma população de 17,579 habitantes. Os indivíduos do sexo masculino constituem 51% da população e os do sexo feminino 49%. Nagavakulam tem uma taxa de literacia de 80%, superior à média nacional de 59.5%: a literacia no sexo masculino é de 83% e no sexo feminino é de 77%. Em Nagavakulam, 7% da população está abaixo dos 6 anos de idade.